# كيفين كيرسليك
كيفين كيرسليك (بالإنجليزية: Kevin Kerslake)‏ هو مخرج أغاني مصورة أمريكي ويخرج أحياناً إعلانات تجارية.

## روابط خارجية
- الموقع الرسمي
- كيفين كيرسليك في قاعدة بيانات الأغاني المصورة
- كيفين كيرسليك على موقع IMDb (الإنجليزية)
- كيفين كيرسليك على موقع روتن توميتوز (الإنجليزية)
- كيفين كيرسليك على موقع ألو سيني (الفرنسية)
- كيفين كيرسليك على موقع ميوزك برينز (الإنجليزية)
- كيفين كيرسليك على موقع أول موفي (الإنجليزية)
- كيفين كيرسليك على موقع ديسكوغز (الإنجليزية)
- كيفين كيرسليك على موقع قاعدة بيانات الفيلم (الإنجليزية)
- كيفين كيرسليك على موقع كينوبويسك (الروسية)